# Província Central (Quênia)

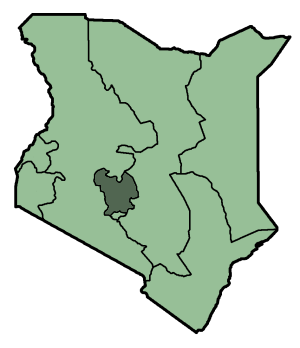
Localização da Província Central no Quénia

A Província Central (Mkoa wa Kati, em kiswahili) é uma província do Quénia. Sua capital é Nyeri.

## Administração
A Província Central está dividida em sete distritos (wilaya):
| Distrito  | Capital   |
| --------- | --------- |
| Kiambu    | Kiambu    |
| Kirinyaga | Kerugoya  |
| Maragua   | Maragua   |
| Murang'a  | Murang'a  |
| Nyandarua | Nyahururu |
| Nyeri     | Nyeri     |
| Thika     | Thika     |